# Список эпизодов телесериала «Секретные материалы»
Ниже представлен список эпизодов оригинального сериала «Секретные материалы» и его продолжения.

## Обзор сезонов
| Сезон | Сезон             | Эпизоды           | Оригинальная дата показа | Оригинальная дата показа | Рейтинг Нильсена    | Рейтинг Нильсена |
| Сезон | Сезон             | Эпизоды           | Премьера сезона          | Финал сезона             | Зрители в США (млн) | Ранг             |
| ----- | ----------------- | ----------------- | ------------------------ | ------------------------ | ------------------- | ---------------- |
|       | 1                 | 24                | 10 сентября 1993         | 13 мая 1994              | н/д                 | 111              |
|       | 2                 | 25                | 16 сентября 1994         | 19 мая 1995              | 14.50               | 63               |
|       | 3                 | 24                | 22 сентября 1995         | 17 мая 1996              | 15.40               | 55               |
|       | 4                 | 24                | 4 октября 1996           | 18 мая 1997              | 19.20               | 20               |
|       | 5                 | 20                | 2 ноября 1997            | 17 мая 1998              | 19.80               | 11               |
|       | Борьба за будущее | Борьба за будущее | 19 июня 1998             | 19 июня 1998             | н/д                 | н/д              |
|       | 6                 | 22                | 8 ноября 1998            | 16 мая 1999              | 17.20               | 12               |
|       | 7                 | 22                | 7 ноября 1999            | 21 мая 2000              | 14.20               | 29               |
|       | 8                 | 21                | 5 ноября 2000            | 20 мая 2001              | 13.93               | 31               |
|       | 9                 | 20                | 11 ноября 2001           | 19 мая 2002              | 9.10                | 63               |
|       | Хочу верить       | Хочу верить       | 24 июля 2008             | 24 июля 2008             | н/д                 | н/д              |
|       | 10                | 6                 | 24 января 2016           | 22 февраля 2016          | 13.60               | 7                |
|       | 11                | 10                | 3 января 2018            | 21 марта 2018            | 5.34                | 91               |

## Эпизоды
Знаком ‡ выделены эпизоды, относящиеся к т. н. «мифологии» сериала (его основной сюжетной линии).

### Сезон 1 (1993—1994)
| № общий | № в сезоне | Название                                    | Режиссёр          | Автор сценария                | Дата премьеры    | Произв. код | Зрители в США (млн) |
| ------- | ---------- | ------------------------------------------- | ----------------- | ----------------------------- | ---------------- | ----------- | ------------------- |
| 1       | 1          | «Пилот»‡ «Pilot»                            | Роберт Мандел     | Крис Картер                   | 10 сентября 1993 | 1X79        | 12.0                |
| 2       | 2          | «Глубокая Глотка»‡ «Deep Throat»            | Дэниел Сакхайм    | Крис Картер                   | 17 сентября 1993 | 1X01        | 11.1                |
| 3       | 3          | «Узкий» «Squeeze»                           | Гарри Лонгстрит   | Глен Морган и Джеймс Вонг     | 24 сентября 1993 | 1X02        | 11.1                |
| 4       | 4          | «Канал» «Conduit»                           | Дэниел Сакхайм    | Алекс Ганса и Говард Гордон   | 1 октября 1993   | 1X03        | 9.2                 |
| 5       | 5          | «Дьявол из Джерси» «The Jersey Devil»       | Джо Наполитано    | Крис Картер                   | 8 октября 1993   | 1X04        | 10.4                |
| 6       | 6          | «Тени» «Shadows»                            | Майкл Кэтлман     | Глен Морган и Джеймс Вонг     | 22 октября 1993  | 1X05        | 8.8                 |
| 7       | 7          | «Дух из машины» «Ghost In The Machine»      | Джеррольд Фридман | Алекс Ганса и Говард Гордон   | 29 октября 1993  | 1X06        | 9.5                 |
| 8       | 8          | «Лёд» «Ice»                                 | Дэвид Наттер      | Глен Морган и Джеймс Вонг     | 5 ноября 1993    | 1X07        | 10.0                |
| 9       | 9          | «Космос» «Space»                            | Уильям Грэм       | Крис Картер                   | 12 ноября 1993   | 1X08        | 10.7                |
| 10      | 10         | «Падший ангел»‡ «Fallen Angel»              | Ларри Шоу         | Говард Гордон и Алекс Ганса   | 19 ноября 1993   | 1X09        | 8.8                 |
| 11      | 11         | «Ева» «Eve»                                 | Фред Гербер       | Кеннет Биллер и Крис Бранкато | 10 декабря 1993  | 1X10        | 10.4                |
| 12      | 12         | «Огонь» «Fire»                              | Ларри Шоу         | Крис Картер                   | 17 декабря 1993  | 1X11        | 11.1                |
| 13      | 13         | «Где-то за морем» «Beyond The Sea»          | Дэвид Наттер      | Глен Морган и Джеймс Вонг     | 7 января 1994    | 1X12        | 10.8                |
| 14      | 14         | «Транссексуал» «Gender-Bender»              | Роб Боумен        | Ларри Барбер и Пол Барбер     | 21 января 1994   | 1X13        | 11.1                |
| 15      | 15         | «Лазарь» «Lazarus»                          | Дэвид Наттер      | Алекс Ганса и Говард Гордон   | 4 февраля 1994   | 1X14        | 12.1                |
| 16      | 16         | «Юный сердцем» «Young At Heart»             | Майкл Лэнг        | Скотт Кофер и Крис Картер     | 11 февраля 1994  | 1X15        | 11.5                |
| 17      | 17         | «В.Б.О.»‡ «E.B.E.»                          | Уильям Грэм       | Глен Морган и Джеймс Вонг     | 18 февраля 1994  | 1X16        | N/A                 |
| 18      | 18         | «Чудотворец» «Miracle Man»                  | Майкл Лэнг        | Крис Картер и Говард Гордон   | 18 марта 1994    | 1X17        | 11.6                |
| 19      | 19         | «Сущности» «Shapes»                         | Дэвид Наттер      | Мэрилин Озборн                | 1 апреля 1994    | 1X18        | 11.5                |
| 20      | 20         | «И пала тьма» «Darkness Falls»              | Джо Наполитано    | Крис Картер                   | 15 апреля 1994   | 1X19        | 12.5                |
| 21      | 21         | «Тумс» «Tooms»                              | Дэвид Наттер      | Глен Морган и Джеймс Вонг     | 22 апреля 1994   | 1X20        | 13.4                |
| 22      | 22         | «Заново рождённый» «Born Again»             | Джеррольд Фридман | Говард Гордон и Алекс Ганса   | 29 апреля 1994   | 1X21        | 13.7                |
| 23      | 23         | «Роланд» «Roland»                           | Дэвид Наттер      | Крис Руппенталь               | 6 мая 1994       | 1X22        | 12.5                |
| 24      | 24         | «Колба Эрленмейера»‡ «The Erlenmeyer Flask» | Р. В. Гудвин      | Крис Картер                   | 13 мая 1994      | 1X23        | 14.0                |

### Сезон 2 (1994—1995)
| № общий | № в сезоне | Название                                          | Режиссёр          | Автор сценария                                                 | Дата премьеры    | Произв. код | Зрители в США (млн) |
| ------- | ---------- | ------------------------------------------------- | ----------------- | -------------------------------------------------------------- | ---------------- | ----------- | ------------------- |
| 25      | 1          | «Маленькие зелёные человечки»‡ «Little Green Men» | Дэвид Наттер      | Глен Морган и Джеймс Вонг                                      | 16 сентября 1994 | 2X01        | 16.1                |
| 26      | 2          | «Хозяин» «The Host»                               | Дэниел Сакхайм    | Крис Картер                                                    | 23 сентября 1994 | 2X02        | 15.9                |
| 27      | 3          | «Кровь» «Blood»                                   | Дэвид Наттер      | Сюжет: Дэрин Морган Телесценарий: Глен Морган и Джеймс Вонг    | 30 сентября 1994 | 2X03        | 14.8                |
| 28      | 4          | «Бессонный» «Sleepless»                           | Роб Боумен        | Говард Гордон                                                  | 7 октября 1994   | 2X04        | 13.4                |
| 29      | 5          | «Дуэйн Бэрри»‡ «Duane Barry»                      | Крис Картер       | Крис Картер                                                    | 14 октября 1994  | 2X05        | 13.9                |
| 30      | 6          | «Восхождение»‡ «Ascension»                        | Майкл Лэнг        | Пол Браун                                                      | 21 октября 1994  | 2X06        | 15.5                |
| 31      | 7          | «Троица» «3»                                      | Дэвид Наттер      | Крис Руппенталь, Глен Морган и Джеймс Вонг                     | 4 ноября 1994    | 2X07        | 15.0                |
| 32      | 8          | «Один вздох»‡ «One Breath»                        | Р. В. Гудвин      | Глен Морган и Джеймс Вонг                                      | 11 ноября 1994   | 2X08        | 15.3                |
| 33      | 9          | «Огнеход» «Firewalker»                            | Дэвид Наттер      | Говард Гордон                                                  | 18 ноября 1994   | 2X09        | 15.2                |
| 34      | 10         | «Красный музей»‡ «Red Museum»                     | Уин Фелпс         | Крис Картер                                                    | 9 декабря 1994   | 2X10        | 16.1                |
| 35      | 11         | «Слава господня» «Excelsis Dei»                   | Стефан Суржик     | Пол Браун                                                      | 16 декабря 1994  | 2X11        | 14.2                |
| 36      | 12         | «Обри» «Aubrey»                                   | Роб Боумен        | Сара Б. Чарно                                                  | 6 января 1995    | 2X12        | 16.2                |
| 37      | 13         | «Неотразимый» «Irresistible»                      | Дэвид Наттер      | Крис Картер                                                    | 13 января 1995   | 2X13        | 14.7                |
| 38      | 14         | «Длань Наказующая» «Die Hand Die Verletzt»        | Ким Мэннэрс       | Глен Морган и Джеймс Вонг                                      | 27 января 1995   | 2X14        | 17.7                |
| 39      | 15         | «Свежие кости» «Fresh Bones»                      | Роб Боумен        | Говард Гордон                                                  | 3 февраля 1995   | 2X15        | 17.8                |
| 40      | 16         | «Колония»‡ «Colony»                               | Ник Марк          | Сюжет: Дэвид Духовны и Крис Картер Телесценарий: Крис Картер   | 10 февраля 1995  | 2X16        | 15.9                |
| 41      | 17         | «Конец игры»‡ «End Game»                          | Роб Боумен        | Фрэнк Спотниц                                                  | 17 февраля 1995  | 2X17        | 17.5                |
| 42      | 18         | «Ужасающая симметрия» «Fearful Symmetry»          | Джеймс Уитмор-мл. | Стив Де Джарнатт                                               | 24 февраля 1995  | 2X18        | 16.5                |
| 43      | 19         | «Точка спокойствия» «Død Kalm»                    | Роб Боумен        | Сюжет: Говард Гордон Телесценарий: Говард Гордон и Алекс Ганса | 10 марта 1995    | 2X19        | 17.1                |
| 44      | 20         | «Розыгрыш» «Humbug»                               | Ким Мэннэрс       | Дэрин Морган                                                   | 31 марта 1995    | 2X20        | 15.7                |
| 45      | 21         | «Калушары» «The Calusari»                         | Майкл Виджер      | Сара Б. Чарно                                                  | 14 апреля 1995   | 2X21        | 12.9                |
| 46      | 22         | «Ф. Эмаскулата» «F. Emasculata»                   | Роб Боумен        | Крис Картер и Говард Гордон                                    | 28 апреля 1995   | 2X22        | 14.0                |
| 47      | 23         | «Рассеянный свет» «Soft Light»                    | Джеймс Контнер    | Винс Гиллиган                                                  | 5 мая 1995       | 2X23        | 12.9                |
| 48      | 24         | «Наш городок» «Our Town»                          | Роб Боумен        | Фрэнк Спотниц                                                  | 12 мая 1995      | 2X24        | 14.5                |
| 49      | 25         | «Анасази»‡ «Anasazi»                              | Р. В. Гудвин      | Сюжет: Дэвид Духовны и Крис Картер Телесценарий: Крис Картер   | 19 мая 1995      | 2X25        | 16.6                |

### Сезон 3 (1995—1996)
| № общий | № в сезоне | Название                                                            | Режиссёр         | Автор сценария                                                   | Дата премьеры    | Произв. код | Зрители в США (млн) |
| ------- | ---------- | ------------------------------------------------------------------- | ---------------- | ---------------------------------------------------------------- | ---------------- | ----------- | ------------------- |
| 50      | 1          | «Благословенный путь»‡ «The Blessing Way»                           | Р. В. Гудвин     | Крис Картер                                                      | 22 сентября 1995 | 3X01        | 19.94               |
| 51      | 2          | «Скрепка»‡ «Paper Clip»                                             | Роб Боумен       | Крис Картер                                                      | 29 сентября 1995 | 3X02        | 17.20               |
| 52      | 3          | «Д.П.О.» «D.P.O.»                                                   | Ким Мэннэрс      | Говард Гордон                                                    | 6 октября 1995   | 3X03        | 15.57               |
| 53      | 4          | «Последний отдых Клайда Брукмана» «Clyde Bruckman's Final Repose»   | Дэвид Наттер     | Дэрин Морган                                                     | 13 октября 1995  | 3X04        | 15.38               |
| 54      | 5          | «Список» «The List»                                                 | Крис Картер      | Крис Картер                                                      | 20 октября 1995  | 3X05        | 16.72               |
| 55      | 6          | «Скромный» «2Shy»                                                   | Дэвид Наттер     | Джеффри Вламинг                                                  | 3 ноября 1995    | 3X06        | 14.83               |
| 56      | 7          | «Прогулка» «The Walk»                                               | Роб Боумен       | Джон Шибан                                                       | 10 ноября 1995   | 3X07        | 15.91               |
| 57      | 8          | «Темница» «Oubliette»                                               | Ким Мэннэрс      | Чарльз Грант Крэйг                                               | 17 ноября 1995   | 3X08        | 15.90               |
| 58      | 9          | «Нисэй»‡ «Nisei»                                                    | Дэвид Наттер     | Крис Картер, Говард Гордон и Фрэнк Спотниц                       | 24 ноября 1995   | 3X09        | 16.36               |
| 59      | 10         | «731»‡ «731»                                                        | Роб Боумен       | Фрэнк Спотниц                                                    | 1 декабря 1995   | 3X10        | 17.68               |
| 60      | 11         | «Откровения» «Revelations»                                          | Дэвид Наттер     | Ким Ньютон                                                       | 15 декабря 1995  | 3X11        | 15.25               |
| 61      | 12         | «Война копрофагов» «War of the Coprophages»                         | Ким Мэннэрс      | Дэрин Морган                                                     | 5 января 1996    | 3X12        | 16.32               |
| 62      | 13         | «Сизигия» «Syzygy»                                                  | Роб Боумен       | Крис Картер                                                      | 26 января 1996   | 3X13        | 16.04               |
| 63      | 14         | «Гротеск» «Grotesque»                                               | Ким Мэннэрс      | Говард Гордон                                                    | 2 февраля 1996   | 3X14        | 18.32               |
| 64      | 15         | «Пайпер Мару»‡ «Piper Maru»                                         | Роб Боумен       | Фрэнк Спотниц и Крис Картер                                      | 9 февраля 1996   | 3X15        | 16.44               |
| 65      | 16         | «Апокриф»‡ «Apocrypha»                                              | Ким Мэннэрс      | Фрэнк Спотниц и Крис Картер                                      | 16 февраля 1996  | 3X16        | 16.71               |
| 66      | 17         | «Толкач» «Pusher»                                                   | Роб Боумен       | Винс Гиллиган                                                    | 23 февраля 1996  | 3X17        | 16.20               |
| 67      | 18         | «Обитель духов» «Teso Dos Bichos»                                   | Ким Мэннэрс      | Джон Шибан                                                       | 8 марта 1996     | 3X18        | 17.38               |
| 68      | 19         | «Адские деньги» «Hell Money»                                        | Такер Гейтс      | Джеффри Вламинг                                                  | 29 марта 1996    | 3X19        | 14.86               |
| 69      | 20         | ««Из открытого космоса» Джо Чанга» «Jose Chung's From Outer Space'» | Роб Боумен       | Дэрин Морган                                                     | 12 апреля 1996   | 3X20        | 16.08               |
| 70      | 21         | «Воплощение» «Avatar»                                               | Джеймс Чарльзтон | Сюжет: Дэвид Духовны и Говард Гордон Телесценарий: Говард Гордон | 26 апреля 1996   | 3X21        | 14.62               |
| 71      | 22         | «Трясина» «Quagmire»                                                | Ким Мэннэрс      | Ким Ньютон                                                       | 3 мая 1996       | 3X22        | 16.00               |
| 72      | 23         | «Сырой монтаж» «Wetwired»                                           | Роб Боумен       | Мэт Бек                                                          | 10 мая 1996      | 3X23        | 14.48               |
| 73      | 24         | «Девочка, встань»‡ «Talitha Cumi»                                   | Р. В. Гудвин     | Сюжет: Дэвид Духовны и Крис Картер Телесценарий: Крис Картер     | 17 мая 1996      | 3X24        | 17.86               |

### Сезон 4 (1996—1997)
| № общий | № в сезоне | Название                                                 | Режиссёр         | Автор сценария                                                 | Дата премьеры   | Произв. код | Зрители в США (млн) |
| ------- | ---------- | -------------------------------------------------------- | ---------------- | -------------------------------------------------------------- | --------------- | ----------- | ------------------- |
| 74      | 1          | «Раса господ»‡ «Herrenvolk»                              | Р. В. Гудвин     | Крис Картер                                                    | 4 октября 1996  | 4X01        | 21.11               |
| 75      | 2          | «Дом» «Home»                                             | Ким Мэннэрс      | Глен Морган и Джеймс Вонг                                      | 11 октября 1996 | 4X03        | 18.85               |
| 76      | 3          | «Телико» «Teliko»                                        | Джеймс Чарльзтон | Говард Гордон                                                  | 18 октября 1996 | 4X04        | 18.01               |
| 77      | 4          | «Беспокойство» «Unruhe»                                  | Роб Боумен       | Винс Гиллиган                                                  | 27 октября 1996 | 4X02        | 19.10               |
| 78      | 5          | «Поле, где я умер» «The Field Where I Died»              | Роб Боумен       | Глен Морган и Джеймс Вонг                                      | 3 ноября 1996   | 4X05        | 19.85               |
| 79      | 6          | «Кровожадный» «Sanguinarium»                             | Ким Мэннэрс      | Валери Мейхью и Вивиан Мейхью                                  | 10 ноября 1996  | 4X06        | 18.85               |
| 80      | 7          | «Мечты Курильщика»‡ «Musings of a Cigarette Smoking Man» | Джеймс Вонг      | Глен Морган                                                    | 17 ноября 1996  | 4X07        | 17.09               |
| 81      | 8          | «Тунгуска»‡ «Tunguska»                                   | Ким Мэннэрс      | Фрэнк Спотниц и Крис Картер                                    | 24 ноября 1996  | 4X09        | 18.85               |
| 82      | 9          | «Терма»‡ «Terma»                                         | Роб Боумен       | Фрэнк Спотниц и Крис Картер                                    | 1 декабря 1996  | 4X10        | 17.34               |
| 83      | 10         | «Бумажные сердечки» «Paper Hearts»                       | Роб Боумен       | Винс Гиллиган                                                  | 15 декабря 1996 | 4X08        | 16.59               |
| 84      | 11         | «Мир вращается» «El Mundo Gira»                          | Такер Гейтс      | Джон Шибан                                                     | 12 января 1997  | 4X11        | 22.37               |
| 85      | 12         | «Леонард Беттс» «Leonard Betts»                          | Ким Мэннэрс      | Винс Гиллиган, Джон Шибан и Фрэнк Спотниц                      | 26 января 1997  | 4X14        | 29.15               |
| 86      | 13         | «Больше никогда» «Never Again»                           | Роб Боумен       | Глен Морган и Джеймс Вонг                                      | 2 февраля 1997  | 4X13        | 21.36               |
| 87      | 14         | «Помни о смерти»‡ «Memento Mori»                         | Роб Боумен       | Крис Картер, Винс Гиллиган, Джон Шибан и Фрэнк Спотниц         | 9 февраля 1997  | 4X15        | 19.10               |
| 88      | 15         | «Каддиш» «Kaddish»                                       | Ким Мэннэрс      | Говард Гордон                                                  | 16 февраля 1997 | 4X12        | 16.56               |
| 89      | 16         | «Неотмщённый» «Unrequited»                               | Майкл Лэнг       | Сюжет: Говард Гордон Телесценарий: Говард Гордон и Крис Картер | 23 февраля 1997 | 4X16        | 16.56               |
| 90      | 17         | «Время летит»‡ «Tempus Fugit»                            | Роб Боумен       | Крис Картер и Фрэнк Спотниц                                    | 16 марта 1997   | 4X17        | 18.85               |
| 91      | 18         | «Макс»‡ «Max»                                            | Ким Мэннэрс      | Крис Картер и Фрэнк Спотниц                                    | 23 марта 1997   | 4X18        | 18.34               |
| 92      | 19         | «Синхронность» «Synchrony»                               | Джеймс Чарльзтон | Говард Гордон и Дэвид Гринуолт                                 | 13 апреля 1997  | 4X19        | 18.09               |
| 93      | 20         | «Мелкий картофель» «Small Potatoes»                      | Клифф Боул       | Винс Гиллиган                                                  | 20 апреля 1997  | 4X20        | 20.86               |
| 94      | 21         | «Нулевой итог»‡ «Zero Sum»                               | Ким Мэннэрс      | Говард Гордон и Фрэнк Спотниц                                  | 27 апреля 1997  | 4X21        | 18.60               |
| 95      | 22         | «Элегия» «Elegy»                                         | Джеймс Чарльзтон | Джон Шибан                                                     | 4 мая 1997      | 4X22        | 17.10               |
| 96      | 23         | «Демоны»‡ «Demons»                                       | Ким Мэннэрс      | Р. В. Гудвин                                                   | 11 мая 1997     | 4X23        | 19.10               |
| 97      | 24         | «Гефсиманский сад»‡ «Gethsemane»                         | Р. В. Гудвин     | Крис Картер                                                    | 18 мая 1997     | 4X24        | 19.85               |

### Сезон 5 (1997—1998)
| № общий | № в сезоне | Название                                              | Режиссёр       | Автор сценария                                                           | Дата премьеры   | Произв. код | Зрители в США (млн) |
| ------- | ---------- | ----------------------------------------------------- | -------------- | ------------------------------------------------------------------------ | --------------- | ----------- | ------------------- |
| 98      | 1          | «Возвращение»‡ «Redux»                                | Р. В. Гудвин   | Крис Картер                                                              | 2 ноября 1997   | 5X02        | 27.34               |
| 99      | 2          | «Возвращение II»‡ «Redux II»                          | Ким Мэннэрс    | Крис Картер                                                              | 9 ноября 1997   | 5X03        | 24.84               |
| 100     | 3          | «Необычные подозреваемые» «Unusual Suspects»          | Ким Мэннэрс    | Винс Гиллиган                                                            | 16 ноября 1997  | 5X01        | 21.72               |
| 101     | 4          | «Объезд» «Detour»                                     | Бретт Доулер   | Фрэнк Спотниц                                                            | 23 ноября 1997  | 5X04        | 22.88               |
| 102     | 5          | «Постмодернистский Прометей» «Post-Modern Prometheus» | Крис Картер    | Крис Картер                                                              | 30 ноября 1997  | 5X06        | 18.68               |
| 103     | 6          | «Рождественский гимн»‡ «Christmas Carol»              | Питер Маркл    | Винс Гиллиган и Джон Шибан и Фрэнк Спотниц                               | 7 декабря 1997  | 5X05        | 20.91               |
| 104     | 7          | «Эмили»‡ «Emily»                                      | Ким Мэннэрс    | Винс Гиллиган и Джон Шибан и Фрэнк Спотниц                               | 14 декабря 1997 | 5X07        | 20.94               |
| 105     | 8          | «Охота на лис» «Kitsunegari»                          | Дэниел Сакхайм | Винс Гиллиган и Тим Майнир                                               | 4 января 1998   | 5X08        | 19.75               |
| 106     | 9          | «Шизогения» «Schizogeny»                              | Ральф Хемекер  | Джессика Скотт и Майк Уоллэгер                                           | 11 января 1998  | 5X09        | 21.37               |
| 107     | 10         | «Чинга» «Chinga»                                      | Ким Мэннэрс    | Стивен Кинг и Крис Картер                                                | 8 февраля 1998  | 5X10        | 21.33               |
| 108     | 11         | «Код для уничтожения» «Kill Switch»                   | Роб Боумен     | Уильям Гибсон и Том Мэддокс                                              | 15 февраля 1998 | 5X11        | 18.04               |
| 109     | 12         | «Дурная кровь» «Bad Blood»                            | Клифф Боул     | Винс Гиллиган                                                            | 22 февраля 1998 | 5X12        | 19.25               |
| 110     | 13         | «Пациент «Икс»»‡ «Patient X»                          | Ким Мэннэрс    | Крис Картер и Фрэнк Спотниц                                              | 1 марта 1998    | 5X13        | 20.21               |
| 111     | 14         | «Красное и чёрное»‡ «The Red and the Black»           | Крис Картер    | Крис Картер и Фрэнк Спотниц                                              | 8 марта 1998    | 5X14        | 19.98               |
| 112     | 15         | «Странники» «Travelers»                               | Уильям А. Грэм | Джон Шибан и Фрэнк Спотниц                                               | 29 марта 1998   | 5X15        | 15.06               |
| 113     | 16         | «Око разума» «Mind's Eye»                             | Ким Мэннэрс    | Тим Майнир                                                               | 19 апреля 1998  | 5X16        | 16.53               |
| 114     | 17         | «Все души» «All Souls»                                | Аллен Култер   | Сюжет: Билли Браун и Дэн Энджел Телесценарий: Фрэнк Спотниц и Джон Шибан | 26 апреля 1998  | 5X17        | 13.44               |
| 115     | 18         | «Вариант «Блеф»» «The Pine Bluff Variant»             | Роб Боумен     | Джон Шибан                                                               | 3 мая 1998      | 5X18        | 18.24               |
| 116     | 19         | «Обоюдное сумасшествие» «Folie à Deux»                | Ким Мэннэрс    | Винс Гиллиган                                                            | 10 мая 1998     | 5X19        | 17.63               |
| 117     | 20         | «Конец»‡ «The End»                                    | Р. В. Гудвин   | Крис Картер                                                              | 17 мая 1998     | 5X20        | 18.76               |

### Секретные материалы: Борьба за будущее (1998)
| Название | Режиссёр   | Автор сценария                                           | Дата премьеры |
| --- | ---------- | -------------------------------------------------------- | ------------- |
| «Секретные материалы: Борьба за будущее»‡ «The X-Files» | Роб Боумен | Сценарий: Крис Картер Сюжет: Крис Картер и Фрэнк Спотниц | 19 июня 1998  |
| Действие фильма происходит между 5 и 6 сезонами. «Секретные материалы» были закрыты, и Малдер и Скалли имеют дело с террористической угрозой. Однако, когда правительственное здание разрушается, к Малдеру приближается таинственный доктор, который рассказывает, что есть что-то большее, чем бомбы. Расследование Малдера и Скалли ведёт к открытию ряда секретных объектов и истинной природе отношений между инопланетными колонистами и Консорциумом. |            |                                                          |               |

### Сезон 6 (1998—1999)
| № общий | № в сезоне | Название                                                           | Режиссёр       | Автор сценария                                                | Дата премьеры   | Произв. код | Зрители в США (млн) |
| ------- | ---------- | ------------------------------------------------------------------ | -------------- | ------------------------------------------------------------- | --------------- | ----------- | ------------------- |
| 118     | 1          | «Начало»‡ «The Beginning»                                          | Ким Мэннэрс    | Крис Картер                                                   | 8 ноября 1998   | 6ABX01      | 20.34               |
| 119     | 2          | «Гонка» «Drive»                                                    | Роб Боумен     | Винс Гиллиган                                                 | 15 ноября 1998  | 6ABX02      | 18.5                |
| 120     | 3          | «Треугольник» «Triangle»                                           | Крис Картер    | Крис Картер                                                   | 22 ноября 1998  | 6ABX03      | 18.2                |
| 121     | 4          | «Зазеркалье» «Dreamland»                                           | Ким Мэннэрс    | Винс Гиллиган и Джон Шибан и Фрэнк Спотниц                    | 29 ноября 1998  | 6ABX04      | 17.48               |
| 122     | 5          | «Зазеркалье II» «Dreamland II»                                     | Майкл Уоткинс  | Винс Гиллиган и Джон Шибан и Фрэнк Спотниц                    | 6 декабря 1998  | 6ABX05      | 17.01               |
| 123     | 6          | «Как призраки похитили Рождество» «How the Ghosts Stole Christmas» | Крис Картер    | Крис Картер                                                   | 13 декабря 1998 | 6ABX08      | 17.31               |
| 124     | 7          | «Язык нежности» «Terms of Endearment»                              | Роб Боумен     | Дэвид Аманн                                                   | 3 января 1999   | 6ABX06      | 18.69               |
| 125     | 8          | «Король дождя» «The Rain King»                                     | Ким Мэннэрс    | Джеффри Белл                                                  | 10 января 1999  | 6ABX07      | 21.24               |
| 126     | 9          | «Резолюция Сената № 819»‡ «S.R. 819»                               | Дэниел Сакхайм | Джон Шибан                                                    | 17 января 1999  | 6ABX10      | 15.65               |
| 127     | 10         | «Титон» «Tithonus»                                                 | Майкл Уоткинс  | Винс Гиллиган                                                 | 24 января 1999  | 6ABX09      | 15.83               |
| 128     | 11         | «Два отца»‡ «Two Fathers»                                          | Ким Мэннэрс    | Крис Картер и Фрэнк Спотниц                                   | 7 февраля 1999  | 6ABX11      | 18.81               |
| 129     | 12         | «Один сын»‡ «One Son»                                              | Роб Боумен     | Крис Картер и Фрэнк Спотниц                                   | 14 февраля 1999 | 6ABX12      | 16.57               |
| 130     | 13         | «Плохая вода» «Agua Mala»                                          | Роб Боумен     | Дэвид Аманн                                                   | 21 февраля 1999 | 6ABX14      | 16.91               |
| 131     | 14         | «Понедельник» «Monday»                                             | Ким Мэннэрс    | Винс Гиллиган и Джон Шибан                                    | 28 февраля 1999 | 6ABX15      | 16.74               |
| 132     | 15         | «Аркадия» «Arcadia»                                                | Майкл Уоткинс  | Дэниел Аркин                                                  | 7 марта 1999    | 6ABX13      | 17.91               |
| 133     | 16         | «Альфа» «Alpha»                                                    | Питер Маркл    | Джеффри Белл                                                  | 28 марта 1999   | 6ABX16      | 17.67               |
| 134     | 17         | «Тревор» «Trevor»                                                  | Роб Боумен     | Джим Гаттридж и Кен Хоурилиу                                  | 11 апреля 1999  | 6ABX17      | 17.65               |
| 135     | 18         | «Чудо» «Milagro»                                                   | Ким Мэннэрс    | Сюжет: Джон Шибан и Фрэнк Спотниц Телесценарий: Крис Картер   | 18 апреля 1999  | 6ABX18      | 15.2                |
| 136     | 19         | «Неестественный» «Unnatural»                                       | Дэвид Духовны  | Дэвид Духовны                                                 | 25 апреля 1999  | 6ABX20      | 16.88               |
| 137     | 20         | «Три карты одной масти» «Three of a Kind»                          | Брайан Спайсер | Винс Гиллиган и Джон Шибан                                    | 2 мая 1999      | 6ABX19      | 12.94               |
| 138     | 21         | «Полевой выезд» «Field Trip»                                       | Ким Мэннэрс    | Сюжет: Фрэнк Спотниц Телесценарий: Джон Шибан и Винс Гиллиган | 9 мая 1999      | 6ABX21      | 15.38               |
| 139     | 22         | «Биогенез»‡ «Biogenesis»                                           | Роб Боумен     | Крис Картер и Фрэнк Спотниц                                   | 16 мая 1999     | 6ABX22      | 15.86               |

### Сезон 7 (1999—2000)
| № общий | № в сезоне | Название                                                               | Режиссёр          | Автор сценария                             | Дата премьеры   | Произв. код | Зрители в США (млн) |
| ------- | ---------- | ---------------------------------------------------------------------- | ----------------- | ------------------------------------------ | --------------- | ----------- | ------------------- |
| 140     | 1          | «Шестое вымирание»‡ «The Sixth Extinction»                             | Ким Мэннэрс       | Крис Картер                                | 7 ноября 1999   | 7ABX03      | 17.82               |
| 141     | 2          | «Шестое вымирание II: Amor fati»‡ «The Sixth Extinction II: Amor Fati» | Майкл Уоткинс     | Дэвид Духовны и Крис Картер                | 14 ноября 1999  | 7ABX04      | 16.15               |
| 142     | 3          | «Голодный» «Hungry»                                                    | Ким Мэннэрс       | Винс Гиллиган                              | 21 ноября 1999  | 7ABX01      | 16.17               |
| 143     | 4          | «Тысячелетие» «Millennium»                                             | Томас Дж. Райт    | Винс Гиллиган и Фрэнк Спотниц              | 28 ноября 1999  | 7ABX05      | 15.09               |
| 144     | 5          | «Натиск» «Rush»                                                        | Роберт Либерман   | Дэвид Аманн                                | 5 декабря 1999  | 7ABX06      | 12.71               |
| 145     | 6          | «Вариация Голдберга» «The Goldberg Variation»                          | Томас Дж. Райт    | Джеффри Белл                               | 12 декабря 1999 | 7ABX02      | 14.49               |
| 146     | 7          | «Орисон» «Orison»                                                      | Роб Боумен        | Чип Йоханнссен                             | 9 января 2000   | 7ABX07      | 15.63               |
| 147     | 8          | «Удивительный Малини» «The Amazing Maleeni»                            | Томас Дж. Райт    | Винс Гиллиган и Джон Шибан и Фрэнк Спотниц | 16 января 2000  | 7ABX08      | 16.18               |
| 148     | 9          | «Знамения и чудеса» «Signs & Wonders»                                  | Ким Мэннэрс       | Джеффри Белл                               | 23 января 2000  | 7ABX09      | 13.86               |
| 149     | 10         | «Sein und Zeit»‡ «Sein Und Zeit»                                       | Майкл Уоткинс     | Крис Картер и Фрэнк Спотниц                | 6 февраля 2000  | 7ABX10      | 13.95               |
| 150     | 11         | «Закрытие»‡ «Closure»                                                  | Ким Мэннэрс       | Крис Картер и Фрэнк Спотниц                | 13 февраля 2000 | 7ABX11      | 15.35               |
| 151     | 12         | «Секретные копы» «X-Cops»                                              | Майкл Уоткинс     | Винс Гиллиган                              | 20 февраля 2000 | 7ABX12      | 16.56               |
| 152     | 13         | «Шутер от первого лица» «First Person Shooter»                         | Крис Картер       | Уильям Гибсон и Том Мэддокс                | 27 февраля 2000 | 7ABX13      | 15.31               |
| 153     | 14         | «Вор» «Theef»                                                          | Ким Мэннэрс       | Винс Гиллиган и Джон Шибан и Фрэнк Спотниц | 12 марта 2000   | 7ABX14      | 11.91               |
| 154     | 15         | «En ami»‡ «En Ami»                                                     | Роб Боумен        | Уильям Б. Дэвис                            | 19 марта 2000   | 7ABX15      | 11.99               |
| 155     | 16         | «Химера» «Chimera»                                                     | Клифф Боул        | Дэвид Аманн                                | 2 апреля 2000   | 7ABX16      | 12.89               |
| 156     | 17         | «Сущее» «all things»                                                   | Джиллиан Андерсон | Джиллиан Андерсон                          | 9 апреля 2000   | 7ABX17      | 12.18               |
| 157     | 18         | «Марка «Икс»» «Brand X»                                                | Ким Мэннэрс       | Стивен Маэда и Грег Уокер                  | 16 апреля 2000  | 7ABX18      | 10.81               |
| 158     | 19         | «Голливуд, н. э.» «Hollywood A.D.»                                     | Дэвид Духовны     | Дэвид Духовны                              | 30 апреля 2000  | 7ABX19      | 12.88               |
| 159     | 20         | «Бойцовский клуб» «Fight Club»                                         | Пол Шапиро        | Крис Картер                                | 7 мая 2000      | 7ABX20      | 11.70               |
| 160     | 21         | «Je souhaite» «Je Souhaite»                                            | Винс Гиллиган     | Винс Гиллиган                              | 14 мая 2000     | 7ABX21      | 12.79               |
| 161     | 22         | «Реквием»‡ «Requiem»                                                   | Ким Мэннэрс       | Крис Картер                                | 21 мая 2000     | 7ABX22      | 15.26               |

### Сезон 8 (2000—2001)
| № общий | № в сезоне | Название                                       | Режиссёр       | Автор сценария                                                | Дата премьеры   | Произв. код | Зрители в США (млн) |
| ------- | ---------- | ---------------------------------------------- | -------------- | ------------------------------------------------------------- | --------------- | ----------- | ------------------- |
| 162     | 1          | «Внутри»‡ «Within»                             | Ким Мэннэрс    | Крис Картер                                                   | 5 ноября 2000   | 8ABX01      | 15.87               |
| 163     | 2          | «Снаружи»‡ «Without»                           | Ким Мэннэрс    | Крис Картер                                                   | 12 ноября 2000  | 8ABX02      | 15.1                |
| 164     | 3          | «Терпение» «Patience»                          | Крис Картер    | Крис Картер                                                   | 19 ноября 2000  | 8ABX04      | 13.3                |
| 165     | 4          | «Кукушата» «Roadrunners»                       | Род Харди      | Винс Гиллиган                                                 | 26 ноября 2000  | 8ABX05      | 13.6                |
| 166     | 5          | «Заклинание» «Invocation»                      | Ричард Комптон | Дэвид Аманн                                                   | 3 декабря 2000  | 8ABX06      | 13.9                |
| 167     | 6          | «Убийство» «Redrum»                            | Питер Маркл    | Сюжет: Стивен Маэда и Дэниел Аркин Телесценарий: Стивен Маэда | 10 декабря 2000 | 8ABX03      | 13.2                |
| 168     | 7          | «Через отрицание» «Via Negativa»               | Тони Уормби    | Фрэнк Спотниц                                                 | 17 декабря 2000 | 8ABX07      | 12.37               |
| 169     | 8          | «Дератизация» «Surekill»                       | Терренс О'Хара | Грег Уокер                                                    | 7 января 2001   | 8ABX09      | 13.3                |
| 170     | 9          | «Спасение» «Salvage»                           | Род Харди      | Джеффри Белл                                                  | 14 января 2001  | 8ABX10      | 11.7                |
| 171     | 10         | «Возмездие» «Badlaa»                           | Тони Уормби    | Джон Шибан                                                    | 21 января 2001  | 8ABX12      | 11.8                |
| 172     | 11         | «Дар»‡ «The Gift»                              | Ким Мэннэрс    | Фрэнк Спотниц                                                 | 4 февраля 2001  | 8ABX11      | 14.6                |
| 173     | 12         | «Медуза» «Medusa»                              | Ричард Комптон | Фрэнк Спотниц                                                 | 11 февраля 2001 | 8ABX13      | 13.8                |
| 174     | 13         | «Вручную»‡ «Per Manum»                         | Ким Мэннэрс    | Крис Картер и Фрэнк Спотниц                                   | 18 февраля 2001 | 8ABX08      | 16.0                |
| 175     | 14         | «Этого не может быть»‡ «This Is Not Happening» | Ким Мэннэрс    | Крис Картер и Фрэнк Спотниц                                   | 25 февраля 2001 | 8ABX14      | 16.9                |
| 176     | 15         | «Живой мертвец»‡ «Deadalive»                   | Тони Уормби    | Крис Картер и Фрэнк Спотниц                                   | 1 апреля 2001   | 8ABX15      | 12.4                |
| 177     | 16         | «Три слова»‡ «Three Words»                     | Тони Уормби    | Крис Картер и Фрэнк Спотниц                                   | 8 апреля 2001   | 8ABX18      | N/A                 |
| 178     | 17         | «Эмпедокл» «Empedocles»                        | Барри К. Томас | Грег Уокер                                                    | 15 апреля 2001  | 8ABX17      | 12.46               |
| 179     | 18         | «Они идут»‡ «Vienen»                           | Род Харди      | Стивен Маэда                                                  | 22 апреля 2001  | 8ABX16      | 11.8                |
| 180     | 19         | «Одиночка» «Alone»                             | Фрэнк Спотниц  | Фрэнк Спотниц                                                 | 6 мая 2001      | 8ABX19      | 12.7                |
| 181     | 20         | «Сущность»‡ «Essence»                          | Ким Мэннэрс    | Крис Картер                                                   | 13 мая 2001     | 8ABX20      | 12.8                |
| 182     | 21         | «Существование»‡ «Existence»                   | Ким Мэннэрс    | Крис Картер                                                   | 20 мая 2001     | 8ABX21      | 14.00               |

### Сезон 9 (2001—2002)
| № общий | № в сезоне | Название                                                                           | Режиссёр        | Автор сценария                                                               | Дата премьеры   | Произв. код   | Зрители в США (млн) |
| ------- | ---------- | ---------------------------------------------------------------------------------- | --------------- | ---------------------------------------------------------------------------- | --------------- | ------------- | ------------------- |
| 183     | 1          | «Ничего особенного сегодня не случилось»‡ «Nothing Important Happened Today»       | Ким Мэннэрс     | Крис Картер и Фрэнк Спотниц                                                  | 11 ноября 2001  | 9ABX01        | 10.6                |
| 184     | 2          | «Ничего особенного сегодня не случилось II»‡ «Nothing Important Happened Today II» | Тони Уормби     | Крис Картер и Фрэнк Спотниц                                                  | 18 ноября 2001  | 9ABX02        | 9.4                 |
| 185     | 3          | «Сатана» «Dæmonicus»                                                               | Фрэнк Спотниц   | Фрэнк Спотниц                                                                | 2 декабря 2001  | 9ABX03        | 8.                  |
| 186     | 4          | «4-D» «4-D»                                                                        | Тони Уормби     | Стивен Маэда                                                                 | 9 декабря 2001  | 9ABX05        | 8.9                 |
| 187     | 5          | «Повелитель мух» «Lord of the Flies»                                               | Ким Мэннэрс     | Томас Шнауц                                                                  | 16 декабря 2001 | 9ABX06        | 9.9                 |
| 188     | 6          | «Никому не верь»‡ «Trust No 1»                                                     | Тони Уормби     | Крис Картер и Фрэнк Спотниц                                                  | 6 января 2002   | 9ABX08        | 8.4                 |
| 189     | 7          | «Джон Доу» «John Doe»                                                              | Мишель Макларен | Винс Гиллиган                                                                | 13 января 2002  | 9ABX07        | 8.7                 |
| 190     | 8          | «Пленник ада» «Hellbound»                                                          | Ким Мэннэрс     | Дэвид Аманн                                                                  | 27 января 2002  | 9ABX04        | 7.8                 |
| 191     | 9          | «Происхождение»‡ «Provenance»                                                      | Ким Мэннэрс     | Крис Картер и Фрэнк Спотниц                                                  | 3 марта 2002    | 9ABX10        | 9.7                 |
| 192     | 10         | «Провидение»‡ «Providence»                                                         | Крис Картер     | Крис Картер и Фрэнк Спотниц                                                  | 10 марта 2002   | 9ABX11        | 8.4                 |
| 193     | 11         | «Одри Поли» «Audrey Pauley»                                                        | Ким Мэннэрс     | Стивен Маэда                                                                 | 17 марта 2002   | 9ABX13        | 8.0                 |
| 194     | 12         | «Подноготная» «Underneath»                                                         | Джон Шибан      | Джон Шибан                                                                   | 31 марта 2002   | 9ABX09        | 7.3                 |
| 195     | 13         | «Невероятно» «Improbable»                                                          | Крис Картер     | Крис Картер                                                                  | 7 апреля 2002   | 9ABX14        | 9.1                 |
| 196     | 14         | «Страшные монстры» «Scary Monsters»                                                | Дуайт Литтл     | Томас Шнауц                                                                  | 14 апреля 2002  | 9ABX12        | 8.2                 |
| 197     | 15         | «Прыжок через акулу» «Jump The Shark»                                              | Клифф Боул      | Винс Гиллиган и Джон Шибан и Фрэнк Спотниц                                   | 21 апреля 2002  | 9ABX15        | 8.6                 |
| 198     | 16         | «Уильям»‡ «William»                                                                | Дэвид Духовны   | Сюжет: Дэвид Духовны и Фрэнк Спотниц и Крис Картер Телесценарий: Крис Картер | 28 апреля 2002  | 9ABX17        | 9.3                 |
| 199     | 17         | «Освобождение» «Release»                                                           | Ким Мэннэрс     | Сюжет: Джон Шибан и Дэвид Аманн Телесценарий: Дэвид Аманн                    | 5 мая 2002      | 9ABX16        | 7.8                 |
| 200     | 18         | «Солнечные деньки» «Sunshine Days»                                                 | Винс Гиллиган   | Винс Гиллиган                                                                | 12 мая 2002     | 9ABX18        | 10.4                |
| 201202  | 1920       | «Истина»‡ «The Truth»                                                              | Ким Мэннэрс     | Крис Картер                                                                  | 19 мая 2002     | 9ABX19 9ABX20 | 13.25               |

### Секретные материалы: Хочу верить (2008)
| Название | Режиссёр    | Автор сценария              | Дата премьеры |
| --- | ----------- | --------------------------- | ------------- |
| «Секретные материалы: Хочу верить» «The X-Files: I Want to Believe» | Крис Картер | Фрэнк Спотниц и Крис Картер | 24 июля 2008  |
| Малдер и Скалли оба покинули ФБР, но когда таинственным образом был похищен агент ФБР, и бывший священник, который был осуждён как растлитель детей, заявляет, что он испытывает экстрасенсорные видения находящегося в опасности агента, они неохотно принимают просьбу ФБР об их паранормальной экспертизе. |             |                             |               |

### Сезон 10 (2016)
| № общий | № в сезоне | Название                                                                                | Режиссёр     | Автор сценария                                                            | Дата премьеры   | Произв. код | Зрители в США (млн) |
| ------- | ---------- | --------------------------------------------------------------------------------------- | ------------ | ------------------------------------------------------------------------- | --------------- | ----------- | ------------------- |
| 203     | 1          | «Моя борьба»‡ «My Struggle»                                                             | Крис Картер  | Крис Картер                                                               | 24 января 2016  | 1AYW01      | 16.19               |
| 204     | 2          | «Мутация Основателя» «Founder's Mutation»                                               | Джеймс Вонг  | Джеймс Вонг                                                               | 25 января 2016  | 1AYW05      | 9.67                |
| 205     | 3          | «Малдер и Скалли встречают двуликого монстра» «Mulder and Scully Meet the Were-Monster» | Дэрин Морган | Дэрин Морган                                                              | 1 февраля 2016  | 1AYW03      | 8.37                |
| 206     | 4          | «Снова дома» «Home Again»                                                               | Глен Морган  | Глен Морган                                                               | 8 февраля 2016  | 1AYW02      | 8.31                |
| 207     | 5          | «Вавилон» «Babylon»                                                                     | Крис Картер  | Крис Картер                                                               | 15 февраля 2016 | 1AYW04      | 7.07                |
| 208     | 6          | «Моя борьба II»‡ «My Struggle II»                                                       | Крис Картер  | Сюжет: Крис Картер, Маргарет Фирон и Энн Саймон Телесценарий: Крис Картер | 22 февраля 2016 | 1AYW06      | 7.60                |

### Сезон 11 (2018)
| № общий | № в сезоне | Название                                                            | Режиссёр     | Автор сценария                 | Дата премьеры   | Произв. код | Зрители в США (млн) |
| ------- | ---------- | ------------------------------------------------------------------- | ------------ | ------------------------------ | --------------- | ----------- | ------------------- |
| 209     | 1          | «Моя борьба III»‡ «My Struggle III»                                 | Крис Картер  | Крис Картер                    | 3 января 2018   | 2AYW01      | 5.15                |
| 210     | 2          | «Это» «This»                                                        | Глен Морган  | Глен Морган                    | 10 января 2018  | 2AYW02      | 3.95                |
| 211     | 3          | «Плюс один» «Plus One»                                              | Кевин Хукс   | Крис Картер                    | 17 января 2018  | 2AYW03      | 3.95                |
| 212     | 4          | «Потерянное искусство пота на лбу» «The Lost Art of Forehead Sweat» | Дэрин Морган | Дэрин Морган                   | 24 января 2018  | 2AYW04      | 3.87                |
| 213     | 5          | «Гули»‡ «Ghouli»                                                    | Джеймс Вонг  | Джеймс Вонг                    | 31 января 2018  | 2AYW05      | 3.64                |
| 214     | 6          | «Котёнок» «Kitten»                                                  | Кэрол Бэнкер | Гейб Роттер                    | 7 февраля 2018  | 2AYW06      | 3.74                |
| 215     | 7          | «Rm9sbG93ZXJz» «Rm9sbG93ZXJz»                                       | Глен Морган  | Шеннон Хамблин и Кристен Клоук | 28 февраля 2018 | 2AYW07      | 3.23                |
| 216     | 8          | «Фамильяр» «Familiar»                                               | Холли Дэйл   | Бенджамин ван Аллен            | 7 марта 2018    | 2AYW09      | 3.46                |
| 217     | 9          | «Ничто не вечно» «Nothing Lasts Forever»                            | Джеймс Вонг  | Карен Нильсен                  | 14 марта 2018   | 2AYW08      | 3.01                |
| 218     | 10         | «Моя борьба IV»‡ «My Struggle IV»                                   | Крис Картер  | Крис Картер                    | 21 марта 2018   | 2AYW10      | 3.43                |

## Комментарии
1. ↑  Кодировкой Base64 расшифровывается как «Followers» (в значении «Взыскание долгов»).[103]